# Glenda Braganza
Glenda Braganza (Halifax, 1978) es una actriz de televisión canadiense y actriz de teatro, quien apareció varios espectáculos televisivos canadiense y americanos.

## Biografía
Braganza nació en Halifax, Nueva Escocia. Sus padres son Indio-Goanes y creció en Ottawa, Ontario. Vivió desde hace muchos años en Montreal, Quebec, Canadá antes de mover a Toronto. 
Después de graduarse en la Universidad Concordia en el 2001, ella trabajó y recibió elogio crítico en varias producciones en el teatro de Montreal, incluyendo en Jennydog, Jane Eyre, y en el Fleco de Montreal. Sus varias actuaciones le ganaron el Premio Montreal de Círculo de Críticos Inglés como la Mejor Actriz del 2003-04. Ella más recientemente protagonizó como Gina Green en la película para televisión de Hollywood 10.5: Apocalipsis, el cual trata sobre un desastre natural que azota los Estados Unidos , que fue protagonizada por Kim Delaney,  Dean Cain y Beau Bridges entre otros.
También ha estado en la televisión canadiense con una papel protagonista en la película de Stephen Surjik llamada Tropezar el Cable, y en la televisión americana con un papel recurrente en el Canal de Película Independiente en la serie original El Negocio.
En el 2004 Glenda se casó con Michael Woffenden.

## Filmografía (Selección)

### Películas
- 2004: Mi primera boda - Mujer joven
- 2005: Tropezando el cable: Un misterio de árbol de Stephen - Angie Baron
- 2006: Última salida (película para televisión) - Técnico de Sonograma
- 2008: Infectado (película para televisión)
- 2008: Después - Rachel
- 2013: Holidaze - Stacy

### Series
- 2006: 10.5: Apocalipsis (Miniserie) - Gina Green
- 2010: Hombres con Escobas (12 episodios) - Rani
- 2012-2015: Saving Hope (39 episodios) - Dr. Melanda Tolliver